# Shape (canção)
"Shape" é uma canção do girl group britânico Sugababes. lançado como o quarto e último single de seu segundo álbum de estúdio Angels with Dirty Faces (2002). Foi composto por Sting, Dominic Miller e Craig Dodds, que produziu a música. O balada pop e R&B midtempo, incorporam uma amostra da gravação de 1993 de Sting "Shape of My Heart", cujos vocais são apresentados no refrão. Recebeu críticas mistas dos críticos de música, que eram ambivalentes com a amostra de "Shape of My Heart".
O single atingiu um sucesso moderado e atingiu o top vinte nas paradas da Irlanda, Holanda, Noruega e Reino Unido. O videoclipe da música foi dirigido por Michael Gracey e Pete Commins, e filmado em Sydney, Austrália. O clipe foi censurado e depois re-ditado devido à sua insinuação de nudez. Mostra as Sugababes em um baile de máscaras em uma mansão. As Sugababes apresentaram "Shape" na GMTV, no V Festival, e na turnê em apoio aos seus álbuns.

## Antecedentes e composição
"Shape" foi escrito por Gordon Sumner, Dominic Miller e Craig Dodds, e produzido por Dodds sob o nome de produção Craigie, para o segundo álbum de estúdio do Sugababes, Angels with Dirty Faces (2002). É um remake da gravação de 1993 de Sting "Shape of My Heart"; os versos da música foram alterados, enquanto o refrão que apresenta os vocais de Sting foi re-gravado. De acordo com Mutya Buena, membro do Sugababes, "ele sentiu que poderia fazer melhor com o refrão, então ele entrou em estúdio para regravá-lo novamente". A música foi projetada por Jack Guy e programada por Dean Barratt. A gravação vocal adicional foi completada por Ben Georgiades. "Shape" é o quarto e último single do álbum, e foi lançado no Reino Unido em 10 de março de 2003 como um CD single e cassette. O lado B é uma versão cover do single "Killer" (1990) do músico inglês Seal.
"Shape" é uma balada pop e R&B midtempo. A música foi composta na nota de Fá menor, com um ritmo moderadamente lento de 82 batimentos por minuto. O intervalo vocal das Sugababes na canção abrange a nota mais alta de Fá para a nota inferior de Sol. Sua instrumentação é composta por teclados e baixo. O refrão da música apresenta os vocais de Sting. Adrian Thrills do Daily Mail, descreveu "Shape" como um "ambicioso, com refluxo liderado por harmónica" de "Shape of My Heart".

## Recepção

### Crítica
"Shape" recebeu comentários positivos dos críticos de música. Alexis Petridis, do The Guardian, criticou a faixa definindo-a como uma "balada pesada e sem graça", crescida no pior sentido da frase". Andrew Cowen, do Birmingham Post, criticou a música como "horrível" e considerou a amostra de "Shape of My Heart" como "não grande ou inteligente". Andy Kellman, do AllMusic, chamou "Shape" de um "momento bum" no álbum, e o descartou como uma "re-configuração equivocada" da amostra. Alex Needham da NME, considerou isso uma "gafe enorme" no álbum. O escritor do Jerusalem Post, Harry Rubenstein, viu "Shape" como "cantar, mais do que um cover, que parece completamente inabalável e fora de lugar entre as faixas de R&B mais rápidas no resto do álbum". Em contraste, David Byrne da RTÉ.ie chamou a faixa de "um toque agradável" no álbum enquanto a critica Julie MacCaskill do Daily Record, elogiou a amostra de "Shape of My Heart" de Sting, que ela sentiu produzida o poderoso gancho da música. Alan Poole, do Coventry Evening Telegraph, escreveu que os Sugababes "sublinham sua versatilidade" na faixa. Um escritor do South Wales Echo, de Gales Echo sentiu que "Shape" era igualmente bom como "Freak like Me" e "Round Round", um dos singles número um do grupo do mesmo álbum. Um crítico do Daily Mirror descreveu isso como um cover "inteligente" que retrata as Sugababes "na melhor forma".

### Comercial
"Shape" estreou no número onze do UK Singles Chart em 22 de março de 2003. Tornou-se o primeiro single do Angels with Dirty Faces a não alcançar o top 10. No início de 2010, vendeu 55 mil cópias no Reino Unido. A música foi mais bem sucedida no Irish Singles Chart, onde estreou e alcançou o número nove e, por sua vez, tornou-se o terceiro single do Angels with Dirty Faces a chegar ao top 10. "Shape" também alcançou sucesso comercial na Europa Continental. Na Bélgica, a música atingiu o número dois no gráfico da Ultratip na Valónia e no número 49 no gráfico Ultratop de Flandres. O single estreou no número 16 no gráfico holandês Dutch Top 40 dos Países Baixos e atingiu o pico no número sete três semanas depois. Ele terminou como o 76º single de melhor desempenho do gráfico de 2003. A música alcançou o número 16 na lista da VG-lista da Noruega e passou quatro semanas no top vinte. "Shape" alcançou as posições top quarenta sobre os gráficos de singles alemães e suíços e atingiu o top cinquenta no gráfico austríaco. O single estreou e pico no número 75 no Australian Singles Chart, onde traçou um total de quatro semanas.

## Promoção

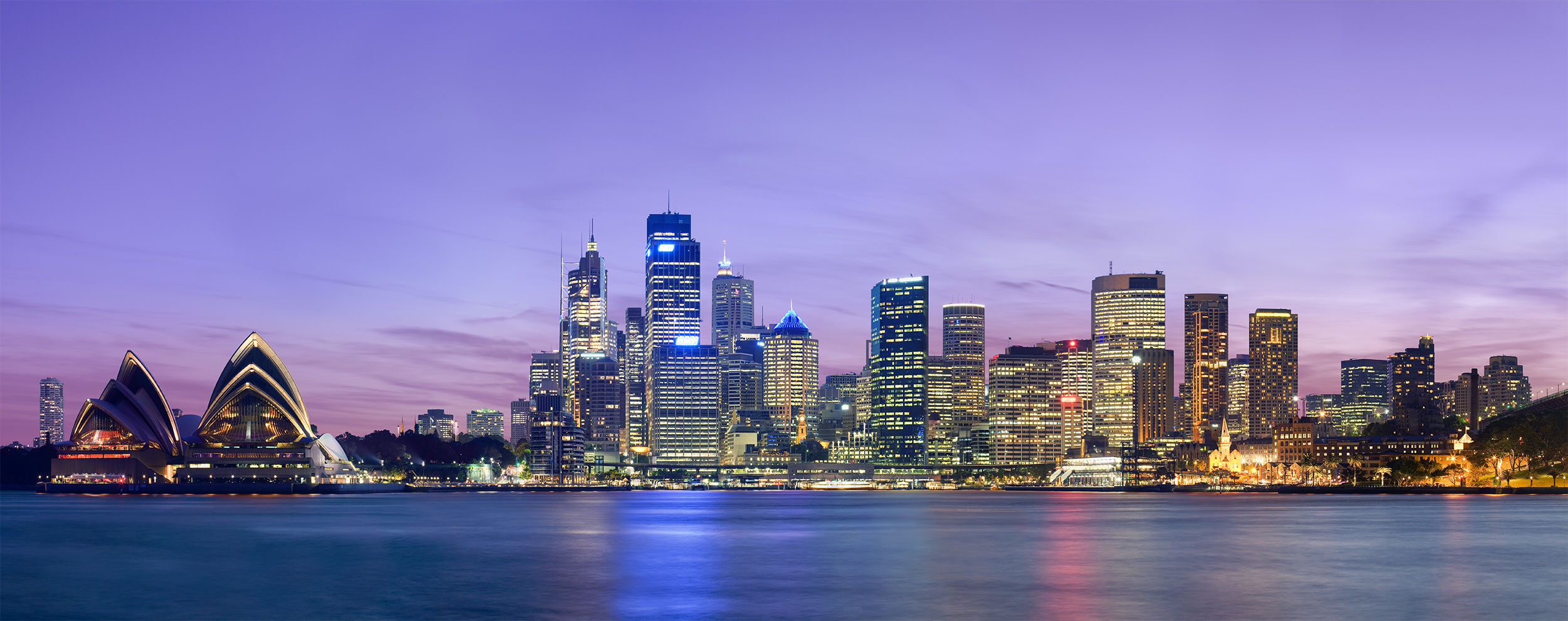
O videoclipe de "Shape" foi filmado em Sydney, Austrália.

O videoclipe de acompanhamento para "Shape" foi dirigido por Michael Gracey e Pete Commins. Foi filmado em dezembro de 2002 em Sydney, Austrália, e foi lançado em 24 de fevereiro de 2003. O time do Moulin Rouge de Baz Luhrmann ajudou em sua produção. Sting não apareceu no vídeo devido a sua agenda ocupada. As Sugababes usavam bodysuits de cor de carne que causaram controvérsia, pois implicava nudez. O vídeo foi subsequentemente censurado e depois editado, por de ser considerado "muito atrevido". O vídeo apresenta borboletas geradas por computador em torno dos corpos das integrantes do grupo e foi descrito como exibindo "um país das maravilhas".
O clipe se abre com uma cena do oceano à noite. Em seguida, mostra uma mansão junto à água, na qual Buena é vista de pé por uma varanda. A seguinte cena mostra Range entrando na mansão quando dois homens abrem as portas para ela. Buena é mostrada caminhando no meio de uma bola de mascarada, na qual ela capta a atenção de um homem. As Sugababes são exibidos em um sofá, onde Buchanan segura a mão de um homem; Todos então caminham pela escada da mansão. Cada integrante do grupo começa a dançar com um homem na bola. Buena caminha em direção a um espelho que retrata um reflexo dos Sugababes, enquanto Buchanan deixa cair a máscara branca que posteriormente se quebra. No final do vídeo, elas são mostrados saindo da bola antes de Buchanan pular a varanda e entrar na água. Todos as três membros são mostradas coletivamente na água, que começa a desaparecer no céu. A última cena mostra os homens que estavam na mansão se afastando.

## Performances ao vivo
Os Sugababes realizaram "Shape" na GMTV em 20 de fevereiro de 2003, que foi o mesmo dia do Prêmio BRIT Awards de 2003. Elas cantaram a música em 30 de março de 2003 no Royal Court Theatre, em Liverpool. Uma versão acústica da música foi realizada durante a digressão em apoio de Three (2003), o terceiro álbum de estúdio do grupo. O grupo cantou "Shape" na Edinburgh Corn Exchange, em 18 de agosto de 2004, como parte da set list. A terceira formação dos Sugababes, que compreendia Buchanan, Range e Amelle Berrabah, cantou o single enquanto estava na Taller em More Ways tour como parte de um medley com "Stronger". O trio também cantou essas duas músicas como uma medalha acústica no 2006 V Festival e no 100 Club em Londres para promover o lançamento de seu álbum de grandes sucessos, Overloaded: The Singles Collection.